# ملكة النمل

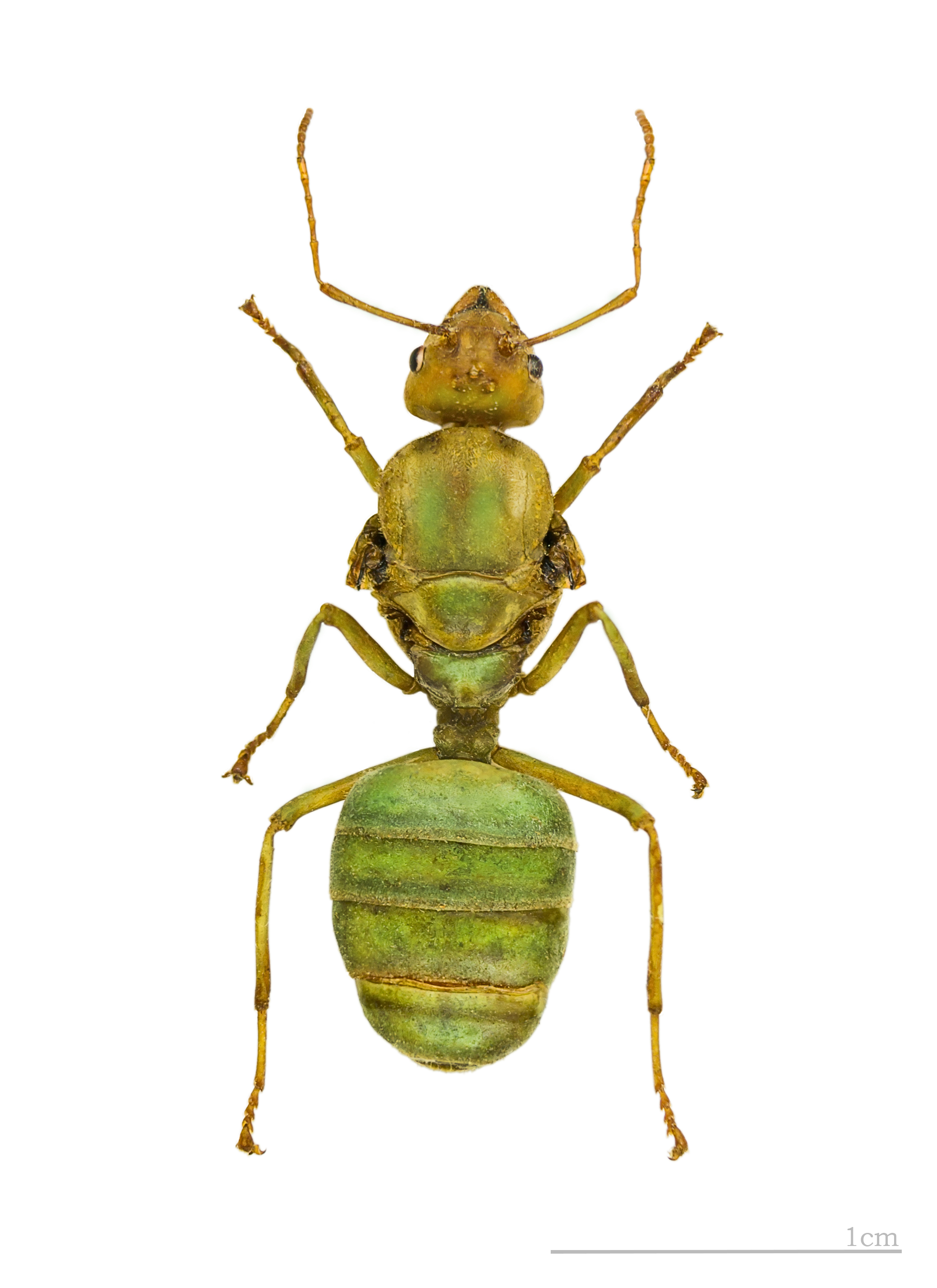
ملكة النمل الأخضر

ملكة النمل هي أنثى كاملة التكوين من النمل، في كل مستعمرة نمل تكون هناك ملكةٍ واحدة (إلا في بعض الحالات تكون هناك أكثر من ملكة)، الملكة هي المسؤولة عن التكاثر، وتستمر ملكات النمل في وضع البيض طَوال العام، كما أن عمر ملكة النمل يكون أطول من غيرها ويصل عمر بعض الملكات إلى 30 عاماً، ملكات النمل تتزاوج مع احد الذكور في مستعمرات أخرى، وبعض الملكات تتزاوج مع العديد من الذكور. يتم تخصيص إحدى غرف المستعمرة للملكة مع البيوض من قِبل الشغالات.

## التكاثر
تذهب ملكة النمل في طيران التزاوج حيث تطير عالياً في الهواء في حشود هائلة حيث يتم التزاوج. وخلال التزاوج، يودع الذكر النطاف (خلايا الذكر الجنسية) بداخل جسم الملكة. وقد تتزاوج الملكة الحديثة مع واحد أو أكثر من الذكور، حيث تستقبل خلال طيران التزاوج كل ما يلزمها طَوال حياتها من النطاف التي تخزن في المنطقة المعدية، ثم تقوم بتخصيب البيض حال وضعه.
وبعد التزاوج، يهبط كل من الذكور والملكات إلى الأرض، حيث تتجول الذكور قليلا ثم تموت. أما الملكات فتتخلى عن أجنحتها وتبحث كل منها عن مكان مناسب لإنشاء مستعمرتها. وفي بعض الحالات، تعود الملكة الحديثة المخصبة إلى مستعمرتها التي نشأت فيها مرة أخرى؛ حيث ُتقَبل كملكة إضافية. أما في أنواع النمل الطفيلية فتحتل الملكة الحديثة المخصبة عشا لنوع آخر من النمل، حيث تعتمد على أفراد ذلك النوع من النمل في العناية بها وببيضها. ولكن الشائع أن تؤسس كل ملكة مخصَّبة حديثًا عشا خاصًا بها.
وبعد أن تعد الملكة المخصبة حديثًا عشًا، فإنها تحكم إغلاق مدخله، وبعد قليل تبدأ في وضع البيض، وتعيش الملكة خلال تلك المدة على مخزون جسمها الدهني، وتحصل أيضا على بعض الغذاء من تحّلل عضلات أجنحتها التي أصبحت بلا فائدة، حيث تذوب تلك العضلات مكونة مواد مغذية تدخل إلى مجرى الدم، وقد تأكل الملكة أيضا بعض بيضها. وللملكة الخيار في وضع بيض مخصب بوساطة النطاف التي جمعتها خلال طيران التزاوج وخزنتها في جسمها، أو تحبس النطاف عن إخصاب البيض فتضع بيضًا غير مخصب. وينشأ عن البيض المخصب شغالات وملكات، بينما ينتج البيض غير المخصب ذكوراً.